# Museo del rugby
Il museo del rugby è un museo sportivo italiano con sede legale a Colleferro e sede espositiva ad Artena, entrambi i comuni sono nella città metropolitana di Roma.
Ufficialmente riconosciuto dalla Federazione Italiana Rugby, dalla Regione Lazio, dalla Provincia di Roma e dalla città di Colleferro, è stato creato nel 2008 da Corrado Mattoccia. Il 29 gennaio 2010 il museo ha inaugurato una seconda ala.

## Collezioni
Nel museo sono esposte più di  2.900 maglie, alcune facenti parte della dotazione iniziale e altre donate al museo dai giocatori.
Tra le maglie esposte figurano quelle della Partenope, dell'Amatori Milano, della S.S. Lazio, quelle della nazionale italiana indossate da Giovanni Raineri, Stefano Bettarello, Manrico Marchetto, Fabrizio Gaetaniello, Ivan Francescato, Pierpaolo Pedroni, Luca Martin, Mauro e Mirco Bergamasco, Andrea Lo Cicero, Marco Bortolami, Sergio Parisse, Leonardo Ghiraldini, Kaine Robertson, Carlo Caione, Carlo Festuccia, Marcello Cuttitta, Carlo Checchinato e altri.
Tra i giocatori internazionali figurano le maglie di John Gallagher, Pita Alatini, Eric Rush, Robin Brooke, David Campese, Jeff Miller, Martin Johnson, Jonah Lomu, Jonny Wilkinson e altri.
La collezione comprende anche oggetti storici di varie tipologie: cravatte, palloni, crest, gagliardetti, trofei, quadri, manifesti, libri e una sezione memorabilia, maglie, palloni, bandiere e fotografie autografate (più di 15 000 oggetti). Tra le "chicche" di questa sezione il documento originale della costituzione dei Dogi (dalla collezione Mirko Petternella donata dalla moglie Marina), il "Corno Ducale", il cap della prima apparizione dei Dogi (18 maggio 1974 contro i Leopards sudafricani) donato da Manrico Marchetto e il Bouclier de Brennus, il trofeo vinto dallo Stade français nel 2007 (donato da Mauro Bergamasco).
Il 14 novembre 2012 viene costituita la fondazione "IL MUSEO DEL RUGBY FANGO E SUDORE". Tra i soci fondatori ci sono:  Bergamasco Mauro, De Toma Simona, Iannone Domenico, Mattoccia Corrado, Mattozzi Massimiliano, Pier'Antoni Francesco, Raineri Giovanni, Siclari Antonio.

## Premi
Il 22 settembre 2010 il museo è stato premiato con una medaglia di bronzo dal Presidente della Repubblica Giorgio Napolitano.